# Happi House
Happi House é um conceito de restaurante de teriyaki de serviço rápido criado em 29 de fevereiro de 1976, no bairro de Japantown, em San José, Califórnia. A Happi House Restaurants, Inc. é proprietária e opera os restaurantes Happi House Teriyaki em toda a Área da Baía de São Francisco e a Happi House Franchise Corporation é responsável pela franquia. O lema da cadeia é “Where East Meets Fresh” (Onde o Oriente encontra o Fresco), em referência à preparação de cada refeição por encomenda em vez de servir itens pré-preparados em mesas de vapor. Os restaurantes mais recentes da Happi House variam entre 230 m2 e 230 m2 e foram concebidos para se assemelharem a um bistrô asiático moderno.

## História
Joe Ikeda e os seus parceiros de negócios, Carlo Besio e Richard Tanaka, inspiraram-se nas comidas servidas durante os festivais tradicionais japoneses e quiseram levar esses sabores ao público diariamente num ambiente de restaurante casual e acessível. O restaurante Happi House Teriyaki original abriu a 29 de fevereiro de 1976 em San Jose, na Japantown da Califórnia, na esquina da Fifth Street com a Taylor Avenue. Estava localizado a apenas um quarteirão do coração do Festival Obon anual.

## O nome da Happi House
A Happi House adoptou o nome do vestuário tradicional japonês, o “Happi”, que é um casaco de algodão colorido usado durante festivais e celebrações. Os três fundadores escolheram o nome porque a inspiração original para a cadeia foram as comidas servidas nos festivais japoneses, onde os casacos Happi são um traje habitual. Os primeiros uniformes usados pelos empregados da Happi House eram casacos happi, cada um costurado à mão por um membro da família.

## Expansão e franquia
Durante as décadas de 1980 e 1990, a cadeia expandiu-se através de franquias e da construção de várias unidades próprias em toda a área da Baía. No entanto, a Happi House deixou de franquear e fechou várias unidades após a sua primeira tentativa de franquia, num esforço para obter um maior controle sobre as suas operações. Em 2007, a empresa instalou uma nova equipe de liderança, chefiada pelo CEO, Joshua Richman, para fazer crescer a marca e voltar a franqueá-la. Richman é um criador de conceitos com experiência em desenvolvimento de restaurantes e franquias, tendo-se juntado à Happi House depois de ter sido presidente e CEO da Straw Hat Pizza.
A Happi House Franchise Corporation foi criada em 2008 e está agora ativamente empenhada na franquia, depois de ter desenvolvido e modernizado vários aspectos fundamentais da marca, incluindo sistemas de menus e serviços, marketing e design de lojas.
Em 2021, a filial da Almaden Plaza fechou definitivamente, deixando apenas dois restaurantes Happi House em funcionamento: o local original de Japantown na Fifth St. e o local da McKee Rd. em Alum Rock.